# Księstwo Karyntii
Księstwo Karyntii (niem. Herzogtum Kärnten, słw. Vojvodina Koroška) – księstwo Świętego Cesarstwa Rzymskiego Narodu Niemieckiego, a następnie prowincja i kraj koronny Cesarstwa Austrii.
Stolicą państwa było początkowo Sankt Veit an der Glan, a od XVI wieku Klagenfurt am Wörthersee. Jako kraj korony zajmowało powierzchnię 10 327 km².

## Historia

### Do 1918 roku
W 1805 na mocy pokoju w Preszburgu księstwo stało się częścią Prowincji Iliryjskich. Karyntia została włączona ponownie do Austrii na mocy decyzji kongresu wiedeńskiego w 1815. Została wówczas włączona do austriackiego Królestwa Ilirii. Od 1849, po likwidacji królestwa, Karyntia stała się samodzielnym krajem koronnym.

### Od 1918 roku
Po rozpadzie Austro-Węgier większa część znalazła się w granicach Republiki Austriackiej jako jej kraj związkowy, a mniejsza część przypadła Królestwu SHS (współcześnie Słowenia). Niewielki skrawek przyznano Królestwu Włoch (współcześnie Friuli-Wenecja Julijska), chociaż praktycznie był on niezamieszkany. Przeprowadzony w 1920 roku plebiscyt (Kärntner Volksabstimmung, Koroški plebiscit) nie zmienił tego podziału, gdyż wygrała w nim opcja austriacka.

## Kraj koronny

### Demografia i religia
W 1910 roku Karyntię zamieszkiwało 367 324 osób, co dawało gęstość zaludnienia 35 osób na km².
Według spisu z 1910 roku liczba mieszkańców wzrosła do 396.200. Podział według używanego języka:
- Niemcy – 304.287 = 76,8%,
- Słowianie południowi / Słoweńcy – 82.212 = 20,7%,
- Włosi – 82 osoby.

Podział religijny prezentował się następująco:
- rzymscy katolicy – 384.314 = 97,0%,
- ewangelicy – 24.000 = 2,7%,
- żydzi – 396 = 0,1%.

### Polityka
W okresie austro-węgierskim do Sejmu krajowego wybierano 37 posłów:
- biskup Gurk,
- 10 z wielkiej własności ziemskiej,
- 9 z miast i miasteczek,
- 3 z klagenfurckiej Izby Handlowej,
- 15 z obszarów wiejskich.

Do Rady Państwa w Wiedniu wysyłano 10 przedstawicieli.

### Hymn krajowy
Autorem hymnu krajowego (Landeshymne, Des Kärntners Heimatlied) byli Josef von Rainer oraz Johann Thaurer von Gallenstein. Hymn powstał w I połowie XIX wieku.
Pierwsza zwrotka:
Dort, wo Tirol an Salzburg grenzt,

Des Glockners Eisgefilde glänzt,

Wo aus dem Kranz, der es umschließt,

Der Leiter reine Quelle fließt,

Laut tosend, längs der Berge Rand

Beginnt mein teures Heimatland. 